# Sofia Rosinsky
Sofia Rosinsky (Los Ángeles, California; 10 de junio de 2006) es una actriz estadounidense.

## Carrera
Rosinsky se dio a conocer gracias su papel en la película de terror The Other Side of the Door, en 2016. Con esta interpretación, ganó un Young Artist Award, así como un Young Entertainer Award a la mejor interpretación en un largometraje - Actriz joven principal. Fue premiada como mejor actriz por Zoe and the Prince, una película del 48 Hour Film Project. En 2018, Rosinsky ganó el premio "Breakthrough Director" del Hollywood Reel Independent Film Festival por el cortometraje Faery.
En 2019, Rosinsky interpretó a Zora Morris en la serie de televisión Fast Layne, de Disney Channel.  En abril de 2021, fue elegida para el papel coprotagonista de Mac Coyle en la serie de ciencia ficción Paper Girls,  distribuida por Amazon Prime Video y que se estrenó en julio de 2022 como adaptación al cómic Paper Girls de Brian K. Vaughan y Cliff Chiang.

## Filmografía

### Cine
| Año  | Título                     | Personaje           | Notas       |
| ---- | -------------------------- | ------------------- | ----------- |
| 2016 | The Other Side of the Door | Lucy Harwood        | [ 2 ] [ 3 ] |
| 2017 | Our Little Secret          | Abigail             |             |
| 2018 | The Passing Parade         | Errol's Inner Child |             |
| 2018 | Where Is She Now           | Producer            |             |
| 2019 | A Wake                     | Molly               |             |

### Series de televisión
| Año  | Título                         | Personaje     | Notas                           |
| ---- | ------------------------------ | ------------- | ------------------------------- |
| 2013 | Bloodline                      | Bird          | Piloto de televisión no vendido |
| 2015 | Family Fortune                 | Young Fortune | Piloto de televisión no vendido |
| 2016 | Criminal Minds: Beyond Borders | Grace Wagner  | Episodio: "Paper Orphans"       |
| 2016 | My Best Friend                 | Shelby        | Película de televisión          |
| 2016 | Forever Boys                   | Blanche       | Piloto de televisión no vendido |
| 2019 | Fast Layne                     | Zora Morris   | Papel principal                 |
| 2022 | Paper Girls                    | Mac Coyle     | Papel principal                 |
| 2023 | Young Sheldon                  | Tanya         | Temporada 6, Episodio 20        |

## Premios y nominaciones
48 Hour Film Project
| Año  | Categoría    | Película           | Resultado |
| ---- | ------------ | ------------------ | --------- |
| 2015 | Mejor actriz | Zoe and the Prince | Ganadora  |

| Año  | Categoría                                                                             | Película           | Resultado |
| ---- | ------------------------------------------------------------------------------------- | ------------------ | --------- |
| 2015 | Mejor interpretación de conjunto (compartida con el resto de integrantes del reparto) | Zoe and the Prince | Ganadora  |

Young Artist Awards
| Año  | Categoría                                                           | Película                    | Resultado |
| ---- | ------------------------------------------------------------------- | --------------------------- | --------- |
| 2017 | Mejor Interpretación en un Largometraje - Actriz Joven Protagonista | 'The Other Side of the Door | Ganadora  |

| Año  | Categoría                                                               | Película                        | Resultado |
| ---- | ----------------------------------------------------------------------- | ------------------------------- | --------- |
| 2017 | Mejor interpretación en una serie de televisión - Actriz joven invitada | 'Criminal Minds: Beyond Borders | Nominada  |

Young Entertainer Awards
| Año  | Categoría                                      | Película                    | Resultado |
| ---- | ---------------------------------------------- | --------------------------- | --------- |
| 2017 | Mejor Actriz Joven Protagonista - Largometraje | 'The Other Side of the Door | Ganadora  |